# I-League 2016–17
I-League 2016–17 là mùa giải thứ 10 của I-League, giải bóng đá cao nhất cho các câu lạc bộ Ấn Độ, kể từ khi thành lập năm 2007. Mùa giải bắt đầu ngày 7 tháng 1 năm 2017 và kết thúc ngày 30 tháng 4 năm 2017.
Aizawl giành danh hiệu đầu tiên trong vòng đấu cuối cùng sau trận hòa với Shillong Lajong ngày 30 tháng 4 năm 2017. Đương kim vô địch Bengaluru FC về đích thứ 4. Dempo tham gia giải sau khi thăng hạng từ I-League 2nd Division nhưng lại bỏ giải cùng với Salgaocar và Sporting Goa. Aizawl trở lại mặc dù bị xuống hạng, Churchill Brothers, Chennai City, and Minerva Punjab đều giành quyền trực tiếp tham gia I-League.

## Đội bóng

### Sân vận động và địa điểm
Ghi chú: Bảng liệt kê theo thứ tự bảng chữ cái.
| Đội bóng           | Địa điểm             | Sân vận động                  | Sức chứa |
| ------------------ | -------------------- | ----------------------------- | -------- |
| Aizawl             | Aizawl, Mizoram      | Sân vận động Rajiv Gandhi     | 5.000    |
| Bengaluru FC       | Bangalore, Karnataka | Sân vận động Sree Kanteerava  | 24.000   |
| Chennai City       | Chennai, Tamil Nadu  | Sân vận động Jawaharlal Nehru | 40.000   |
| Churchill Brothers | Vasco da Gama, Goa   | Sân vận động Tilak Maidan     | 12.000   |
| DSK Shivajians     | Pune, Maharashtra    | Sân vận động Balewadi         | 12.000   |
| East Bengal        | Kolkata, Tây Bengal  | Sân vận động Barasat          | 22.000   |
| Minerva Punjab     | Ludhiana, Punjab     | Sân vận động Guru Nanak       | 15.000   |
| Mohun Bagan        | Kolkata, Tây Bengal  | Sân vận động Rabindra Sarobar | 22.000   |
| Mumbai             | Mumbai, Maharashtra  | Cooperage Ground              | 5.000    |
| Shillong Lajong    | Shillong, Meghalaya  | Sân vận động Jawaharlal Nehru | 30.000   |

### Nhân sự và trang phục thi đấu
| Đội bóng           | Huấn luyện viên trưởng | Nhà sản xuất trang phục thi đấu | Nhà tài trợ áo đấu      |
| ------------------ | ---------------------- | ------------------------------- | ----------------------- |
| Aizawl             | Khalid Jamil           | Vamos                           | NE Consultancy Services |
| Bengaluru FC       | Albert Roca            | Puma                            | JSW Group               |
| Chennai City       | V Soundararajan        | Classic Polo                    | Baako                   |
| Churchill Brothers | Derrick Pereira        | Strikke Sports                  | Churchill Group         |
| DSK Shivajians     | Dave Rogers            | Nivia                           | DSK Group               |
| East Bengal        | Mridul Banerjee        | Shiv Naresh                     | Kingfisher              |
| Minerva Punjab     | Surinder Singh         | T10 Sports                      | Indian Armed Forces     |
| Mohun Bagan        | Sanjoy Sen             | Shiv Naresh                     | Không có                |
| Mumbai             | Oscar Bruzon           | Nivia                           | Playwin                 |
| Shillong Lajong    | Thangboi Singto        | Adidas                          | Gionee                  |

### Thay đổi huấn luyện viên
| Đội bóng           | Huấn luyện viên đi | Hình thức đi           | Ngày trống           | Vị trí trong bảng xếp hạng | Huấn luyện viên đến  | Ngày bổ nhiệm       |
| ------------------ | ------------------ | ---------------------- | -------------------- | -------------------------- | -------------------- | ------------------- |
| Bengaluru FC       | Ashley Westwood    | Hết hợp đồng           | 1 tháng 6 năm 2016   | Trước mùa giải             | Albert Roca          | 6 tháng 7 năm 2016  |
| DSK Shivajians     | Derrick Pereira    | Từ chức                | 8 tháng 6 năm 2016   | Dave Rogers                | 14 tháng 6 năm 2016  |                     |
| Mumbai             | Khalid Jamil       | Từ chức                | 15 tháng 6 năm 2016  | Santosh Kashyap            | 22 tháng 6 năm 2016  |                     |
| Aizawl             | K. Malsawmkima     | Trợ lý huấn luyện viên | 20 tháng 12 năm 2016 | Khalid Jamil               | 20 tháng 12 năm 2016 |                     |
| Chennai City       | Robin Charles Raja | Sa thải                | 7 tháng 2 năm 2017   | thứ 10                     | V Soundararajan      | 9 tháng 2 năm 2017  |
| Churchill Brothers | Alfred Fernandes   | Trợ lý huấn luyện viên | 17 tháng 2 năm 2017  | thứ 10                     | Derrick Pereira      | 17 tháng 2 năm 2017 |
| Mumbai             | Santosh Kashyap    | Sa thải                | 18 tháng 3 năm 2017  | thứ 10                     | Óscar Bruzón         | 19 tháng 3 năm 2017 |
| East Bengal        | Trevor Morgan      | Từ chức                | 17 tháng 4 năm 2017  | thứ 3                      | Mridul Banerjee      | 18 tháng 4 năm 2017 |

### Cầu thủ nước ngoài
Một đội có thể đăng ký tối đá 4 cầu thủ nước ngoài, trong đó có một cầu thủ bắt buộc là cầu thủ châu Á.
| Câu lạc bộ         | Cầu thủ 1          | Cầu thủ 2             | Cầu thủ 3         | Cầu thủ châu Á       |
| ------------------ | ------------------ | --------------------- | ----------------- | -------------------- |
| Aizawl             | Kamo Stephane Bayi | Alfred Jaryan         | Kingsley Obumneme | Mahmoud Amnah        |
| Bengaluru FC       | John Johnson       | Marjan Jugović        | Juanan            | Cameron Watson       |
| Chennai City       | Charles            | Marcos Thank          | Echezona Anyichie |                      |
| Churchill Brothers | Ansumana Kromah    | Anthony Wolfe         |                   | Bektur Talgat Uulu   |
| DSK Shivajians     | Saša Kolunija      | Shane McFaul          | Juan Quero        | Kim Song-yong        |
| East Bengal        | Wedson Anselme     | Willis Plaza          | Ivan Bukenya      | Chris Payne          |
| Minerva Punjab     | Victor Amobi       | Loveday Enyinnaya     | Kareem Omolaja    | Sang-Min Kim         |
| Mohun Bagan        | Eduardo Ferreira   | Sony Norde            | Darryl Duffy      | Katsumi Yusa         |
| Mumbai             | Densill Theobald   |                       |                   | Djelaludin Sharityar |
| Shillong Lajong    | Fábio Pena         | Aser Pierrick Dipanda | Dan Ignat         | Yuta Kinowaki        |

## Kết quả

### Bảng xếp hạng
| VT | Đội                | ST | T  | H | B | BT | BB | HS  | Đ  | Giành quyền tham dự hoặc xuống hạng |
| -- | ------------------ | -- | -- | - | - | -- | -- | --- | -- | ----------------------------------- |
| 1  | Aizawl (C)         | 18 | 11 | 4 | 3 | 24 | 14 | +10 | 37 | Tham gia vòng loại Champions League |
| 2  | Mohun Bagan        | 18 | 10 | 6 | 2 | 27 | 12 | +15 | 36 |                                     |
| 3  | East Bengal        | 18 | 10 | 3 | 5 | 33 | 15 | +18 | 33 |                                     |
| 4  | Bengaluru FC       | 18 | 8  | 6 | 4 | 30 | 15 | +15 | 30 | Tham gia vòng loại play-off Cúp AFC |
| 5  | Shillong Lajong    | 18 | 7  | 5 | 6 | 24 | 23 | +1  | 26 |                                     |
| 6  | Churchill Brothers | 18 | 5  | 5 | 8 | 24 | 26 | −2  | 20 |                                     |
| 7  | DSK Shivajians     | 18 | 4  | 6 | 8 | 22 | 30 | −8  | 18 |                                     |
| 8  | Chennai City       | 18 | 4  | 5 | 9 | 15 | 29 | −14 | 17 |                                     |
| 9  | Minerva Punjab     | 18 | 2  | 7 | 9 | 17 | 33 | −16 | 13 |                                     |
| 10 | Mumbai (R)         | 18 | 2  | 7 | 9 | 9  | 28 | −19 | 13 | Xuống hạng I-League 2nd Division    |

1. ↑  Bengaluru FC tham gia Cúp AFC 2018 khi vô địch Federation Cup 2016–17.
2. 1 2  Minerva Punjab ahead of Mumbai on head-to-head record; Minerva Punjab–Mumbai 2–1, Mumbai–Minerva Punjab 0–0

### Bảng kết quả
| Nhà \ Khách[1]     | AFC | BFC | CCFC | CB  | DSK | EB  | MP  | MB  | MFC | SLFC |
| Aizawl             |     | 1–1 | 1–0  | 3–1 | 1–0 | 1–0 | 1–0 | 1–0 | 2–0 | 2–1  |
| Bengaluru FC       | 1–0 |     | 2–0  | 3–0 | 7–0 | 1–3 | 1–1 | 0–0 | 3–0 | 3–0  |
| Chennai City       | 2–0 | 1–1 |      | 1–1 | 1–1 | 2–1 | 0–0 | 1–2 | 2–1 | 1–4  |
| Churchill Brothers | 1–3 | 2–1 | 6–1  |     | 3–0 | 0–2 | 4–5 | 2–1 | 1–2 | 0–0  |
| DSK Shivajians     | 0–1 | 2–2 | 2–0  | 1–1 |     | 1–2 | 4–4 | 0–0 | 5–0 | 2–3  |
| East Bengal        | 1–1 | 2–1 | 3–0  | 1–2 | 0–1 |     | 3–1 | 0–0 | 2–0 | 1–1  |
| Minerva Punjab     | 2–2 | 0–1 | 0–2  | 0–0 | 0–0 | 0–5 |     | 0–1 | 2–1 | 1–2  |
| Mohun Bagan        | 3–2 | 3–0 | 2–1  | 1–0 | 3–1 | 2–1 | 4–0 |     | 2–2 | 2–0  |
| Mumbai             | 0–1 | 0–0 | 0–0  | 0–0 | 1–0 | 0–4 | 0–0 | 0–0 |     | 1–1  |
| Shillong Lajong    | 1–1 | 0–2 | 2–0  | 1–0 | 1–2 | 1–2 | 2–1 | 1–1 | 3–1 |      |

Nguồn: I-League
1 ^ Đội chủ nhà được liệt kê ở cột bên tay trái.
Màu sắc: Xanh = Chủ nhà thắng; Vàng = Hòa; Đỏ = Đội khách thắng.
a nghĩa là có bài viết về trận đấu đó.

## Thống kê mùa giải
Tính đến 30 tháng 4 năm 2017
| Thứ hạng | Cầu thủ               | Câu lạc bộ         | Bàn thắng |
| -------- | --------------------- | ------------------ | --------- |
| 1        | Aser Pierrick Dipanda | Shillong Lajong    | 11        |
| 2        | Willis Plaza          | East Bengal        | 9         |
| 3        | Wedson Anselme        | East Bengal        | 8         |
| 3        | Darryl Duffy          | Mohun Bagan        | 8         |
| 5        | Sunil Chhetri         | Bengaluru FC       | 7         |
| 5        | C.K. Vineeth          | Bengaluru FC       | 7         |
| 7        | Kamo Stephane Bayi    | Aizawl FC          | 6         |
| 7        | Ansumana Kromah       | Churchill Brothers | 6         |
| 9        | Bektur Talgat Uulu    | Churchill Brothers | 5         |
| 9        | Jeje Lalpekhlua       | Mohun Bagan        | 5         |
| 9        | Robin Singh           | East Bengal        | 5         |

| Thứ hạng | Cầu thủ               | Câu lạc bộ         | Bàn thắng |
| -------- | --------------------- | ------------------ | --------- |
| 1        | C.K. Vineeth          | Bengaluru FC       | 7         |
| 1        | Sunil Chettri         | Bengaluru FC       | 7         |
| 3        | Jeje Lalpekhlua       | Mohun Bagan        | 5         |
| 3        | Robin Singh           | East Bengal        | 5         |
| 5        | Holicharan Narzary    | DSK Shivajians     | 4         |
| 5        | Balwant Singh         | Mohun Bagan        | 4         |
| 7        | Karan Sawhney         | Mumbai             | 3         |
| 7        | Udanta Singh          | Bengaluru FC       | 3         |
| 7        | Chesterpoul Lyngdoh   | Churchill Brothers | 3         |
| 7        | Brandon Vanlalremdika | Aizawl             | 3         |
| 7        | Laldanmawia Ralte     | Aizawl             | 3         |
| 7        | Samuel Lalmuanpuia    | Shillong Lajong    | 3         |
| 7        | Brandon Fernandes     | Churchill Brothers | 3         |

### Hat-trick
| Cầu thủ              | Đội bóng           | Đối thủ        | Kết quả | Ngày                | Tham khảo |
| -------------------- | ------------------ | -------------- | ------- | ------------------- | --------- |
| C.K. Vineeth         | Bengaluru FC       | Mumbai         | 3–0     | 18 tháng 1 năm 2017 | [ 28 ]    |
| Wedson Anselme       | East Bengal        | Minerva Punjab | 5–0     | 29 tháng 1 năm 2017 | [ 29 ]    |
| Bektur Talgat Uulu 4 | Churchill Brothers | Chennai City   | 6–1     | 22 tháng 4 năm 2017 | [ 30 ]    |

4  Cầu thủ ghi 4 bàn.

### Fair play
Churchill Brothers dẫn đầu bảng xếp hạng fair play cuối mùa giải.
| Thứ hạng | Đội bóng           | Tổng số điểm |
| -------- | ------------------ | ------------ |
| 1        | Churchill Brothers | 8.07         |
| 2        | Chennai City       | 7.91         |
| 3        | Shillong Lajong    | 7.79         |
| 4        | Bengaluru FC       | 7.76         |
| 4        | DSK Shivajians     | 7.76         |
| 6        | Aizawl             | 7.74         |
| 7        | East Bengal        | 7.73         |
| 8        | Minerva Punjab     | 7.69         |
| 9        | Mumbai             | 7.63         |
| 10       | Mohun Bagan        | 7.49         |

## Khán giả
Tính đến 30 tháng 4 năm 2017

### Khán giả sân nhà trung bình
| Đội bóng           | St | Tích lũy | Cao    | Thấp  | Trung bình |
| ------------------ | -- | -------- | ------ | ----- | ---------- |
| East Bengal        | 9  | 88.537   | 29,067 | 2.351 | 9.726      |
| Bengaluru FC       | 9  | 78.771   | 12.642 | 5.311 | 8.752      |
| Mohun Bagan        | 9  | 71.199   | 23.859 | 3.256 | 7.911      |
| Aizawl             | 9  | 62.488   | 11.000 | 4.725 | 6.943      |
| Shillong Lajong    | 9  | 56.200   | 23.700 | 3.200 | 6.244      |
| Chennai City       | 9  | 26.538   | 5.434  | 1.123 | 2.949      |
| Minerva Punjab     | 9  | 24.814   | 5.169  | 300   | 2.757      |
| Churchill Brothers | 9  | 23,044   | 3.927  | 1.736 | 2.560      |
| Mumbai             | 9  | 19.319   | 3.624  | 838   | 2.145      |
| DSK Shivajians     | 9  | 10,051   | 1.547  | 648   | 1.118      |
| Total              | 90 | 470.941  | 29,067 | 300   | 5.233      |

### Khán giả cao nhất
| Thứ hạng | Đội nhà         | Tỉ số | Đội khách   | Khán giả | Ngày                | Sân vận động                 |
| -------- | --------------- | ----- | ----------- | -------- | ------------------- | ---------------------------- |
| 1        | East Bengal     | 0–0   | Mohun Bagan | 29,067   | 12 tháng 2 năm 2017 | Sân vận động Kanchenjunga    |
| 2        | Mohun Bagan     | 2–1   | East Bengal | 23.859   | 9 tháng 4 năm 2017  | Sân vận động Kanchenjunga    |
| 3        | Shillong Lajong | 1–1   | Aizawl      | 23.700   | 30 tháng 4 năm 2017 | JLN Stadium                  |
| 4        | East Bengal     | 1–1   | Aizawl      | 12.700   | 7 tháng 1 năm 2017  | Sân vận động Barasat         |
| 5        | Bengaluru FC    | 1–3   | East Bengal | 12.642   | 25 tháng 2 năm 2017 | Sân vận động Sree Kanteerava |

## Giải thưởng

### Cầu thủ xuất sắc nhất trận đấu
| Round | Cầu thủ xuất sắc nhất trậnes | Cầu thủ xuất sắc nhất trậnes | Cầu thủ xuất sắc nhất trậnes | Cầu thủ xuất sắc nhất trậnes | Cầu thủ xuất sắc nhất trậnes |
| ----- | ---------------------------- | ---------------------------- | ---------------------------- | ---------------------------- | ---------------------------- |
| 1     | Kingsley Obumneme            | Udanta Singh                 | Thoi Singh                   | Kingsley Fernandes           | Karanjit Singh               |
| 2     | Mahmoud Amnah                | Darryl Duffy                 | Willis Plaza                 | Karanjit Singh               | Adil Khan                    |
| 3     | Mahmoud Amnah                | Jeje Lalpekhlua              | Milan Singh                  | Lalrindika Ralte             | C.K. Vineeth                 |
| 4     | Rupert Nongrum               | Jerry Mawihmingthanga        | Marcos Thank                 | Ivan Bukenya                 | Jayesh Rane                  |
| 5     | Saša Kolunija                | Chesterpoul Lyngdoh          | Aser Pierrick Dipanda        | Marcos Thank                 | Wedson Anselme               |
| 6     | Aser Pierrick Dipanda        | Alfred Jaryan                | Rowilson Rodrigues           | Willis Plaza                 | Katsumi Yusa                 |
| 7     | Anirudh Thapa                | Prabir Das                   | Vishal Kaith                 | Wedson Anselme               | Holicharan Narzary           |
| 8     | Kingsley Obumneme            | Charles                      | Shane McFaul                 | Sunil Chhetri                | Rehenesh TP                  |
| 9     | Brandon Fernandes            | Albino Gomes                 | Laxmikant Kattimani          | Vishal Kaith                 | Vinit Rai                    |
| 10    | Anthony Wolfe                | Aser Pierrick Dipanda        | Densil Theobald              | Balwant Singh                | Laldanmawia Ralte            |
| 11    | Brandon Vanlalremdika        | Robin Singh                  | Anthony Wolfe                | Arnab Das Sharma             | Vishal Kaith                 |
| 12    | Aser Pierrick Dipanda        | Chesterpoul Lyngdoh          | Kamo Stephane Bayi           | Lenny Rodrigues              | Nanda Kumar                  |
| 13    | Nim Dorjee Tamang            | Laldanmawia Ralte            | Naveen Kumar                 | Daniel Lalhlimpuia           | Sony Norde                   |
| 14    | Kareem Omolaja               | Holicharan Narzary           | Arindam Bhattacharya         | Vishal Kaith                 | Karanjit Singh               |
| 15    | Michael Soosairaj            | Milan Singh                  | Laxmikant Kattimani          | Jayesh Rane                  | Sony Norde                   |
| 16    | Cameron Watson               | Kamo Stephane Bayi           | Krishna Pandit               | Jerry Mawihmingthanga        | Karanjit Singh               |
| 17    | Zohmingliana Ralte           | Bektur Talgat Uulu           | Sunil Chhetri                | Rowllin Borges               | Isaac Vanlalsawma            |
| 18    | Mandar Rao Desai             | Bikash Jairu                 | Kim Song-yong                | Kamo Stephane Bayi           | Sony Norde                   |

### Giải thưởng mùa giải
Giải thưởng I-League 2016–17 được bầu chọn bởi các huấn luyện viên và đội trưởng các đội bóng.
| Giải thưởng                                                    | Người nhận                              |
| -------------------------------------------------------------- | --------------------------------------- |
| Cầu thủ xuất sắc nhất mùa giải                                 | Sunil Chhetri (Bengaluru FC)            |
| Thủ môn xuất sắc nhất                                          | Debjit Majumder (Mohun Bagan)           |
| Giải thưởng Jarnail Singh cho Hậu vệ xuất sắc nhất             | Anas Edathodika (Mohun Bagan)           |
| Tiền vệ xuất sắc nhất                                          | Alfred Jaryan (Aizawl)                  |
| Tiền đạo xuất sắc nhất                                         | Aser Pierrick Dipanda (Shillong Lajong) |
| Cầu thủ triển vọng nhất                                        | Jerry Lalrinzuala (DSK Shivajians)      |
| Giải thưởng Syed Abdul Rahim cho Huấn luyện viên xuất sắc nhất | Khalid Jamil (Aizawl)                   |
| Tổ chức xuất sắc nhất                                          | DSK Shivajians Bengaluru FC             |
| Giải thưởng Fairplay                                           | Churchill Brothers                      |
| Trọng tài xuất sắc nhất                                        | Pranjal Banerjee                        |